# Polygala selloi
Polygala selloi là một loài thực vật có hoa trong họ Polygalaceae. Loài này được (Spreng.) Bernardi mô tả khoa học đầu tiên năm 2000.